# Leptasthenura pileata
El tijeral coronado (Leptasthenura pileata), también denominado coludito coronado o tijeral de corona castaña, es una especie de ave paseriforme de la familia Furnariidae perteneciente al género Leptasthenura. Es endémica de los Andes de Perú.

## Distribución y hábitat
Se distribuye a lo largo de los Andes peruanos, desde Cajamarca en el norte hasta Arequipa en el suroeste.
Esta especie es considerada bastante común en sus hábitats naturales: los matorrales áridos de las laderas andinas y los parches de bosques (incluyendo aquellos dominados por Polylepis), principalmente entre 2500 y 4000 m de altitud.

## Alimentación
Se alimenta principalmente de pequeños artrópodos, que encuentra entre las ramas y hojas de arbustos y árboles.

## Sistemática

### Descripción original
La especie L. pileata fue descrita originalmente por el zoólogo británico Philip Lutley Sclater en el año 1881, bajo el mismo nombre científico. La localidad tipo es: «vertiente occidental de la Cordillera de la Costa sobre Lima, a 8000 pies [2440 msnm], Perú».

### Etimología
El nombre genérico femenino «Leptasthenura» se compone de las palabras del griego «leptos»: fino, «asthenēs»: débil, y «oura»: cola, significando «de cola fina y débil»; y el nombre de la especie «pileata», deriva del latín «pileatus»: con gorra.

### Taxonomía
Anteriormente, algunos autores consideraban a la especie Leptasthenura xenothorax como siendo conespecífica con la presente, pero los análisis genéticos refutan completamente este posicionamento. La subespecie cajabambae ya ha sido considerada como una subespecie de Leptasthenura striata con base en la corona estriada similar, y también se especuló que podría merecer el rango de especie plena; sin embargo su canto, un animado parloteo (no el trinado gorjeado de L. striata) la coloca firmemente dentro de la presente.

### Subespecies
Según las clasificaciones del Congreso Ornitológico Internacional (IOC) y Clements Checklist v.2018, se reconocen tres subespecies, con su correspondiente distribución geográfica:
- Leptasthenura pileata cajabambae Chapman, 1921 – Habita en el norte y centro del Perú (desde Cajamarca al sur hasta Áncash, y en las laderas secas orientales de los Andes al sur hasta Junín).
- Leptasthenura pileata pileata P.L. Sclater, 1881 – Habita en el centro-oeste del Perú (valles de Chillón y Rímac en el departamento de Lima).
- Leptasthenura pileata latistriata Koepcke, 1965 – Habita en el centro-sur del Perú (oeste de Huancavelica, Ayacucho, norte de Arequipa).